# 昂德洛-布朗什维尔
昂德洛-布朗什维尔（法語：Andelot-Blancheville，法語發音：[ɑ̃dlo blɑ̃ʃvil]），法国东北部市镇，属于大东部大区上马恩省，隶属于肖蒙区，其市镇面积为33.18平方公里，2022年1月1日时人口数量为831人，在法国城市中排名第11,084位。
昂德洛-布朗什维尔位于上马恩省中北部，罗尼翁河畔，连接肖蒙和讷沙托的省道D674线由此通过。

## 地名来源
“昂德洛”一名最初于公元575年在图尔的马丁的手记中以“Andelao”的形式被记载，该名称可能来源于某种高卢语言，意为“树林前方”。
“布朗什”一名来源于香槟女伯爵纳瓦拉的布兰卡，其法语含义为“白色的”。

## 历史
昂德洛-布朗什维尔成立于1973年，由昂德洛（Andelot）和布朗什维尔两地合并而成。
昂德洛在高卢时期就已形成聚落。公元587年，勃艮第国王贡特朗与奥斯特拉西亚女王布伦希尔德在此签订《昂德洛条约》，使得两个王国之间首次达成和解。昂德洛中世纪的历史尚无系统记载。法国大革命后，昂德洛成为上马恩省的一个市镇。工业革命期间，由此通过的博洛涅－默兹河畔帕尼铁路建成通车。
布朗什维尔历史上则长期为一处普通农业村落。

## 地理

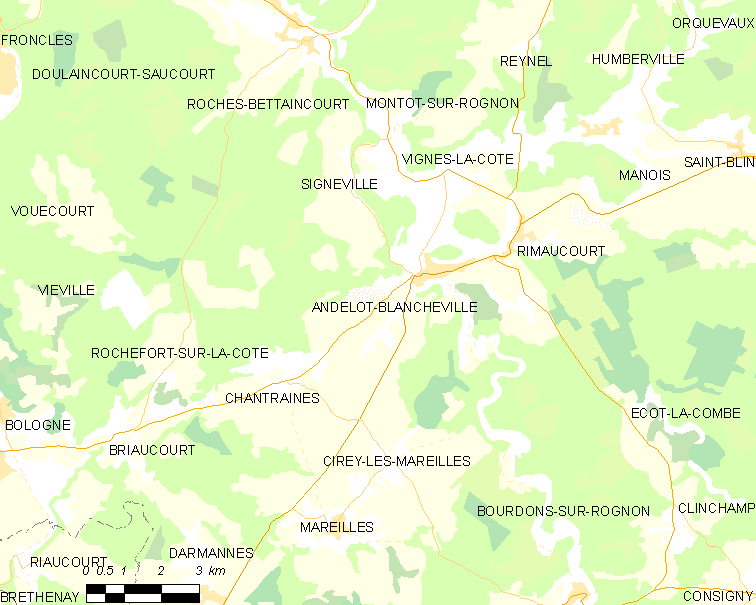
昂德洛-布朗什维尔市镇范围地图

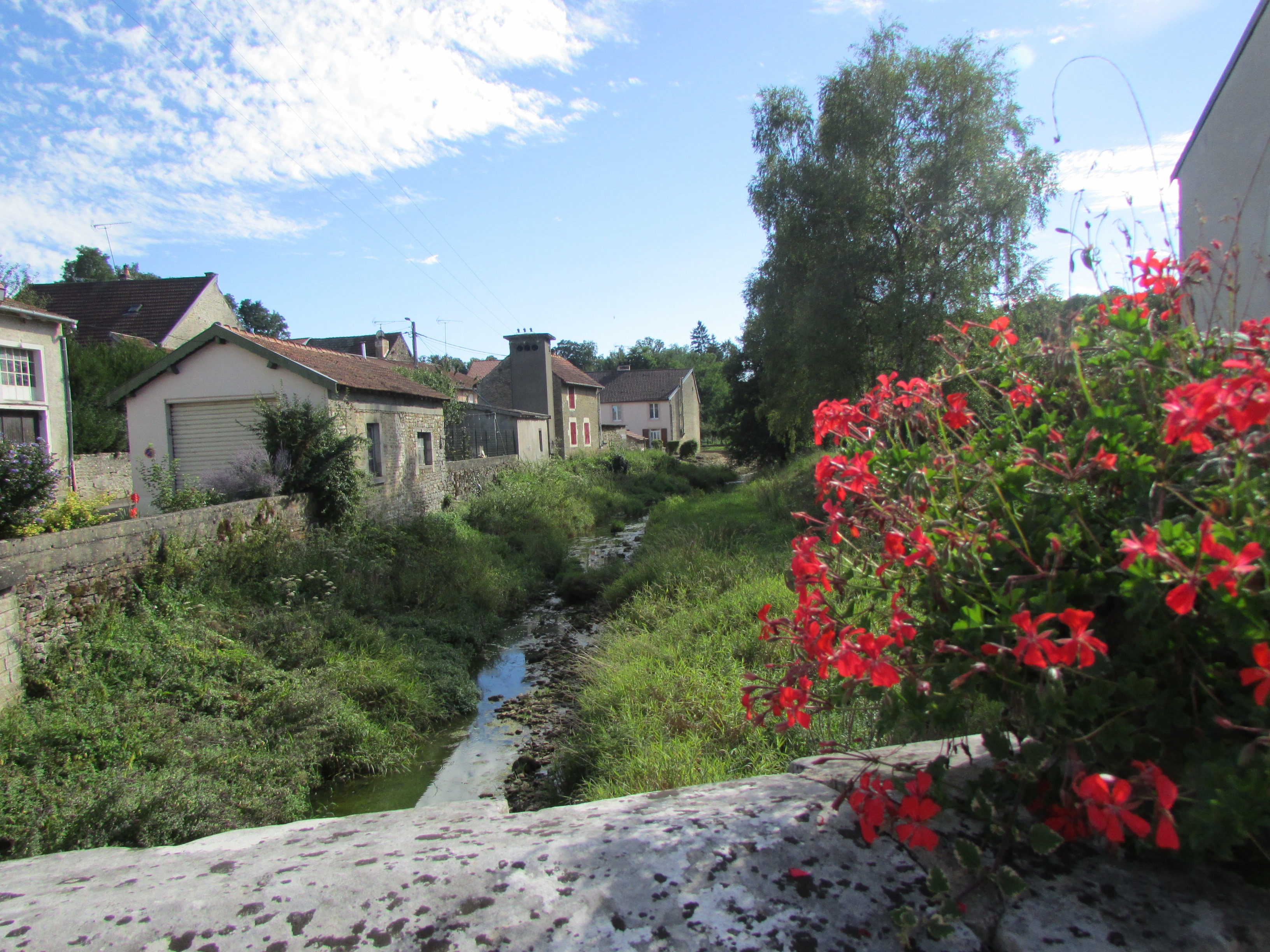
流经昂德洛-布朗什维尔的罗尼翁河

昂德洛-布朗什维尔位于法国东北部，大东部大区中南部和上马恩省中北部，距离省会肖蒙大约22公里。与昂德洛-布朗什维尔接壤的市镇包括：埃科拉孔布、里莫库尔、罗什福尔叙拉科特、锡涅维尔、维耶维尔、维涅拉科特、罗什-贝坦库尔、博洛涅、罗尼翁河畔布尔东、布里欧库尔、尚特赖讷、锡雷莱马雷耶。

### 地形
昂德洛-布朗什维尔位于朗格勒高原北部，境内以丘陵及浅丘为主，市镇中心地势较为平坦，全境海拔在235到376米之间。

### 水文
罗尼翁河自南向北蜿蜒流经镇中心，该河属于塞纳河水系。

### 植被
昂德洛-布朗什维尔属于温带阔叶混交林区，林地主要分布于河流附近以及坡地地区。
在鲜花城市的评比中，昂德洛-布朗什维尔暂未被评级。

### 气候
昂德洛-布朗什维尔在柯本气候分类法中属于温带海洋性气候，因其距离海岸线相对较远，故当地气候存在一定的大陆性特征。

## 行政区划
昂德洛-布朗什维尔是法国大东部大区上马恩省的一个市镇，编号为52008。昂德洛-布朗什维尔隶属于肖蒙区、上马恩省第二选区以及博洛涅县，同时也是默兹河-罗尼翁河市镇公共社区的组成部分。
法国国家统计与经济研究所（简称）在进行数据统计时，未将昂德洛-布朗什维尔划入任何城市核心区（Unité urbaine）以及城市区（Aire urbaine）内。自2020年起，昂德洛-布朗什维尔城市区被划入包含112个市镇的肖蒙城市辐射区代替。此外，还将昂德洛-布朗什维尔市镇整体看作一个“块区”（IRIS），以便于统计人口分布情况。

## 交通

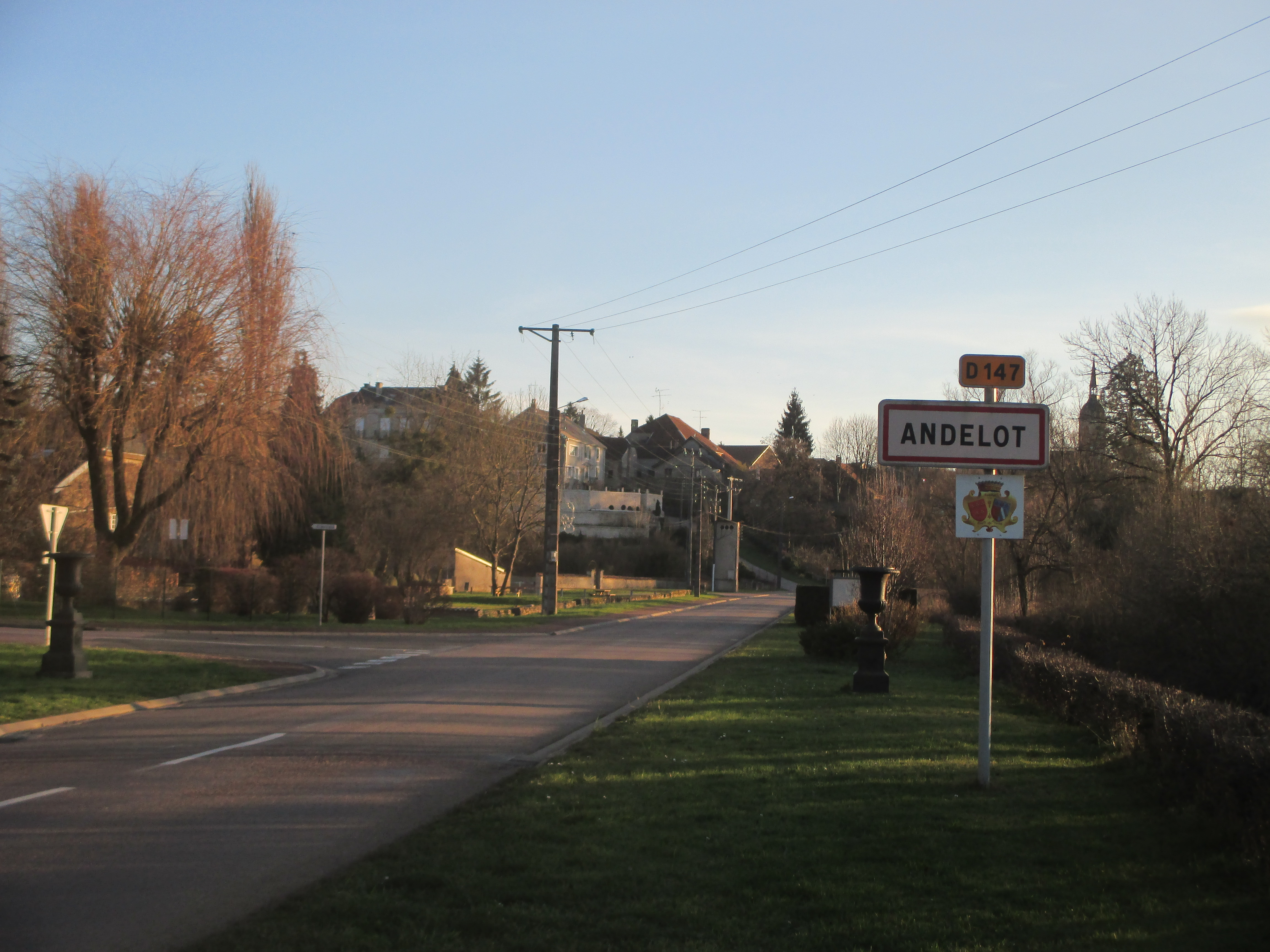
昂德洛的入城路牌

### 公路
上马恩省省道D44线、D147线和D647线在昂德洛-布朗什维尔镇中心交汇，另有省道D1线经过市镇范围东南部。
2018年，65.9%的昂德洛-布朗什维尔家庭拥有至少一辆私人汽车。2018年，昂德洛-布朗什维尔境内共发生各类交通事故2起，造成5人受伤。

### 铁路
昂德洛-布朗什维尔位于博洛涅－默兹河畔帕尼铁路上，该铁路昂德洛附近的路段已于1970年关闭。距离昂德洛-布朗什维尔最近的运营中的客运铁路车站为博洛涅站，距离昂德洛-布朗什维尔大约13.5公里，该站停靠往返于圣迪济耶和肖蒙一线的区域列车。

### 航空
距离昂德洛-布朗什维尔最近的民用航空站为南锡-梅斯洛林机场，距离昂德洛-布朗什维尔市中心的公路里程约136公里。

### 城市公共交通
截至2021年11月，昂德洛-布朗什维尔暂无城市公共交通系统。

## 政治

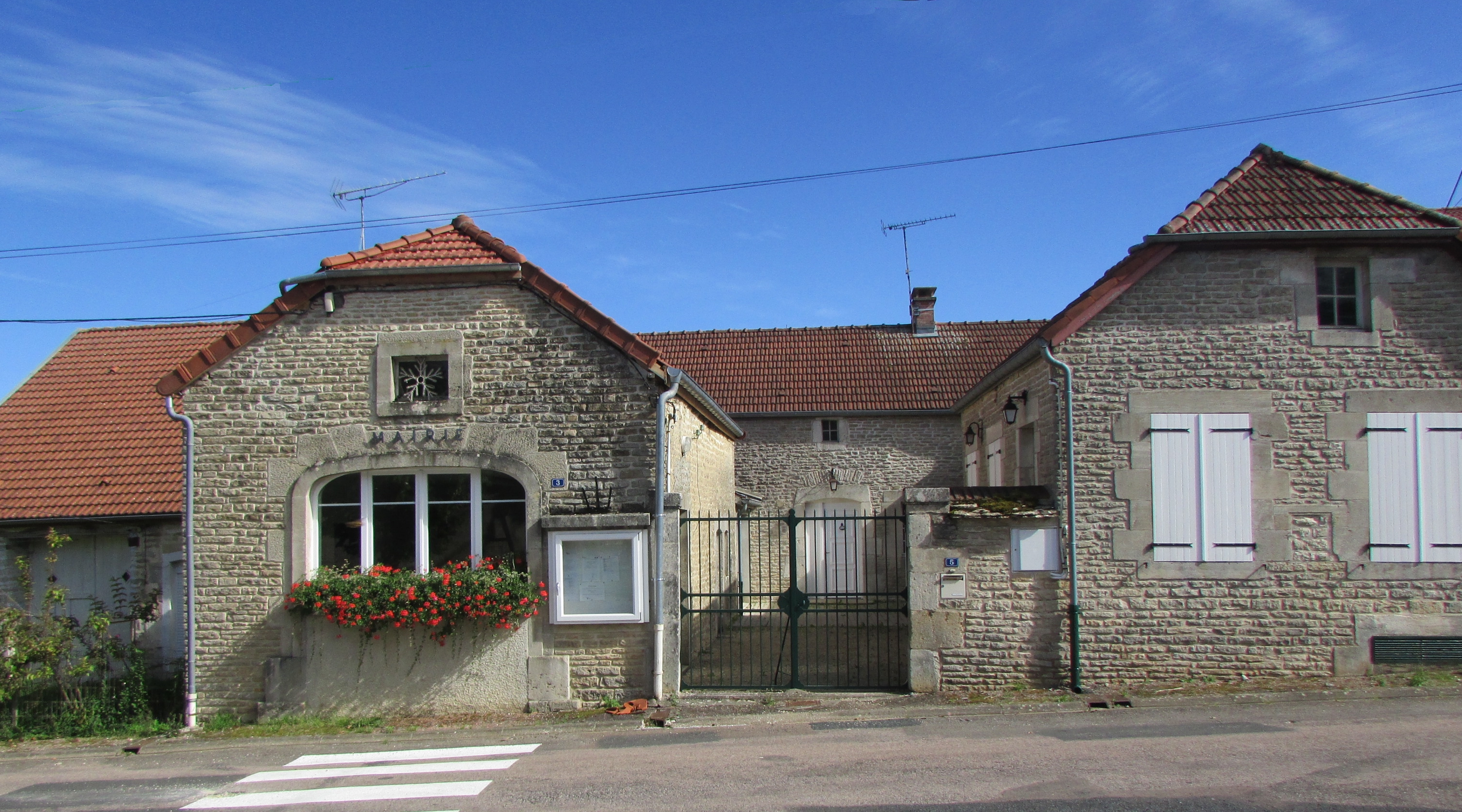
昂德洛-布朗什维尔市政厅

昂德洛-布朗什维尔的现任市长为玛丽-法兰西·若弗鲁瓦女士（Marie-France Joffroy），她是一名无党派人士，在2020年的市政选举中获得了100%的支持率（无其他候选人）。
在2017年的法国总统大选中，法国极右翼政党国民阵线主席玛丽娜·勒庞在昂德洛-布朗什维尔获得了58.13%的支持率。

## 人口
2018年，昂德洛-布朗什维尔市镇人口数量为865，在法国排名第11,084位。其中男性420人，女性445人，75岁及以上人口占10.1%，外籍人口数量为242人，人口密度为26人/平方公里，当地居民被称为（男性）或（女性）。2019年，昂德洛-布朗什维尔境内出生6人，死亡人口15人。
| 年份   | 1936 | 1946 | 1954 | 1962 | 1968 | 1975 | 1982  | 1990  | 1999  | 2006 | 2007 | 2008 | 2013 |
| ------ | ---- | ---- | ---- | ---- | ---- | ---- | ----- | ----- | ----- | ---- | ---- | ---- | ---- |
| 人口數 | 700  | 676  | 771  | 855  | 874  | 916  | 1,044 | 1,024 | 1,004 | 944  | 935  | 926  | 882  |

## 经济
截止2021年11月，昂德洛-布朗什维尔共有各类用人单位（包含自雇）135家，平均历史为19年，均为中小型企业（PME）。（门窗安装）、（无害垃圾处理）及（宿营地）是当地2020年营业额最高的三个企业，分别为971,768欧元、782,888欧元和110,075欧元。

## 财政收入
2019年，昂德洛-布朗什维尔的财政收入总额为783,700欧元，财政支出总额为490,450欧元，当年的债务总额为1,565,570欧元。2021年，昂德洛-布朗什维尔共获得315,141欧元的国家财政补助，比上一年增加了1.48%。
2019年，昂德洛-布朗什维尔的家庭平均月收入总额为1,635欧元，低于法国平均水平（2,318欧元）。
2018年，昂德洛-布朗什维尔境内的青壮年（15至64岁）失业率为13.5%，当地39.6%的家庭拥有纳税资格，平均纳税2,084欧元，低于法国平均水平（3,888欧元）。

## 社会事务

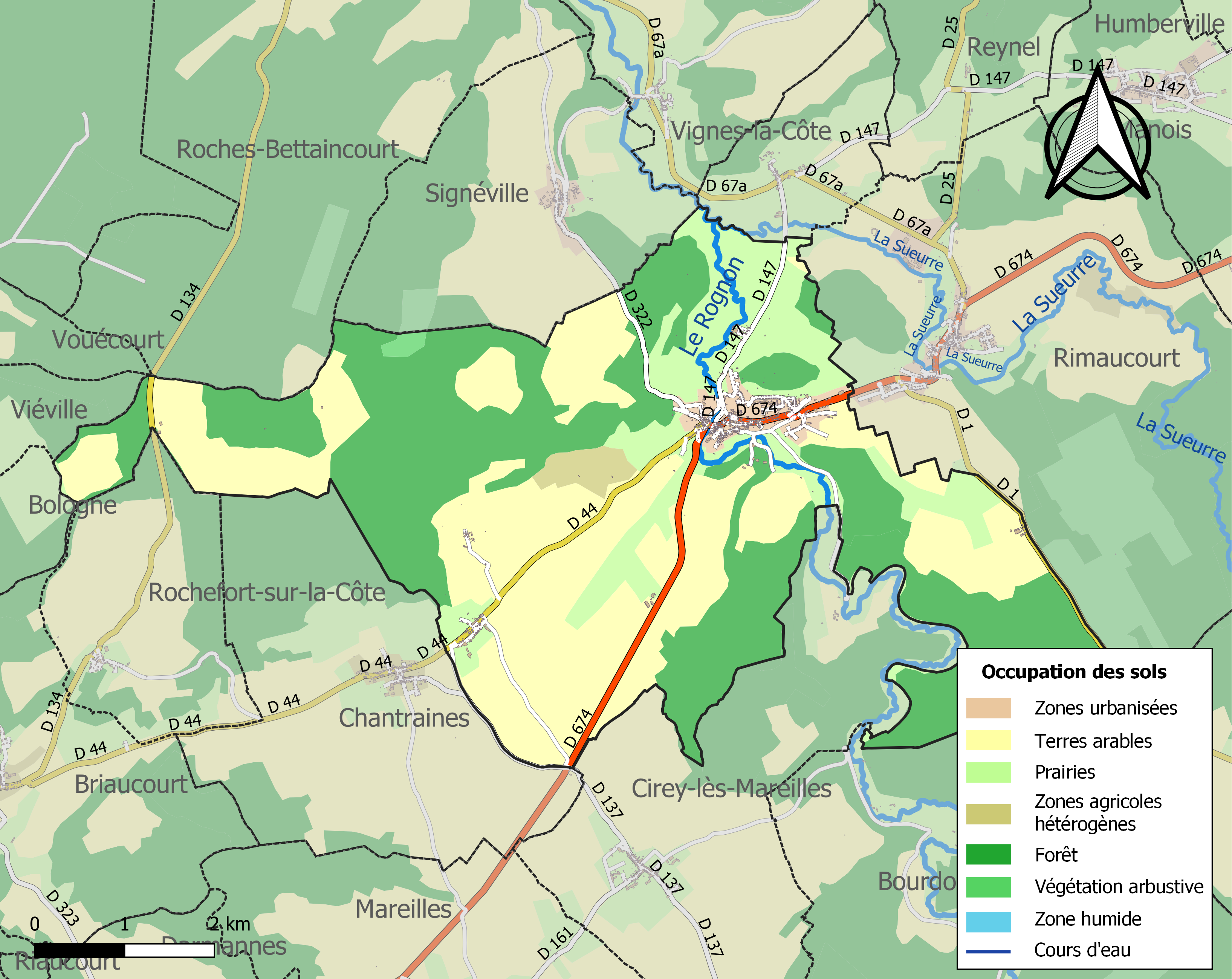
昂德洛-布朗什维尔土地利用情况地图

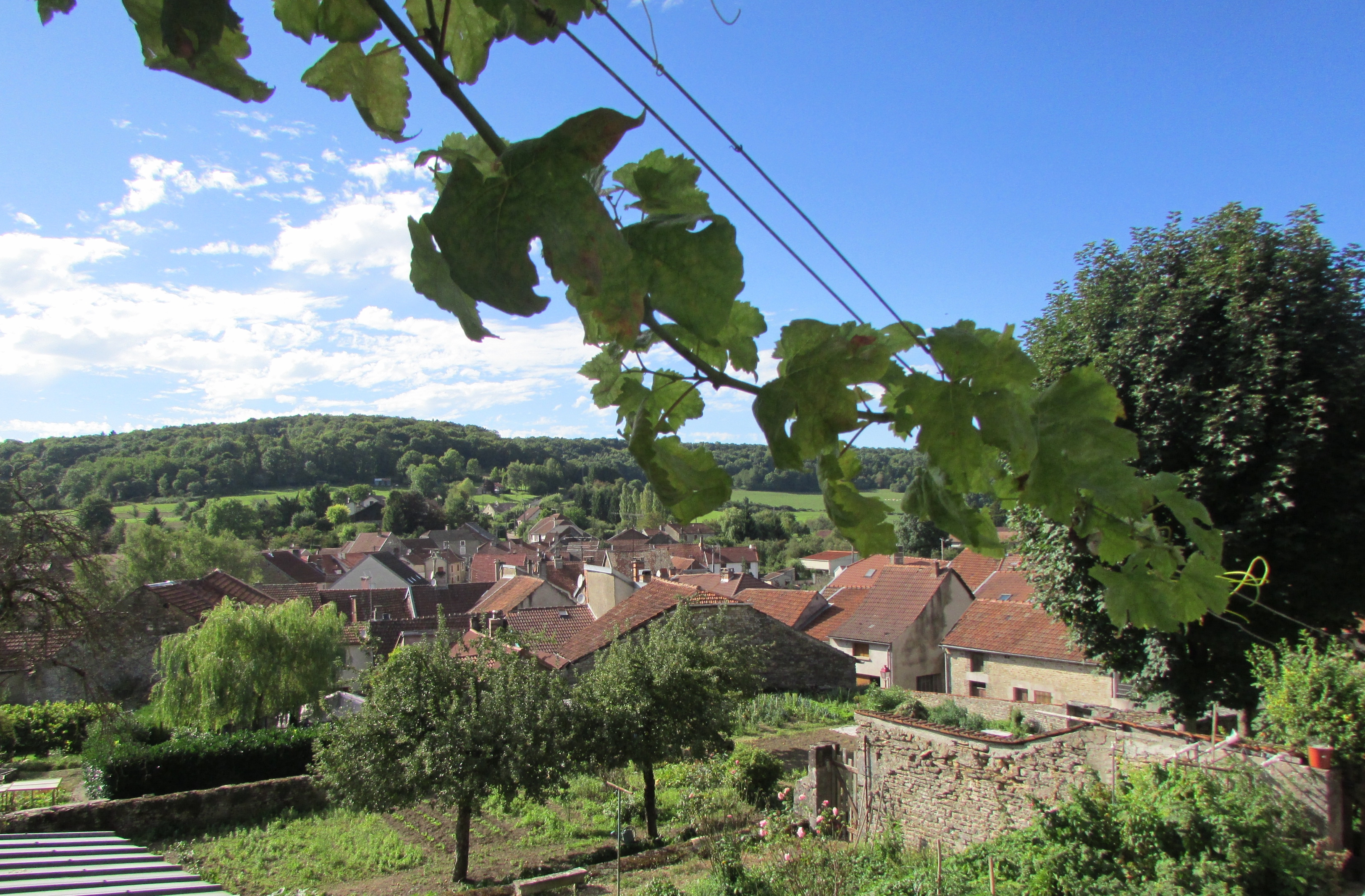
远眺昂德洛-布朗什维尔镇中心

### 教育
昂德洛-布朗什维尔属于兰斯学区。截止2020年1月1日，昂德洛-布朗什维尔境内有1所小学。

### 医疗
截止2020年1月1日，昂德洛-布朗什维尔境内共有全科医生3名。境内共有药房1家、残疾人帮扶中心1家。
距离昂德洛-布朗什维尔最近的区域性医疗机构为肖蒙中心医院（Centre hospitalier de Chaumont），其主病区位于肖蒙市区，距离昂德洛-布朗什维尔镇中心的正常车程在20分钟左右，该院设有床位362个，是当地规模最大的公立综合性医院。

### 住房
2018年，昂德洛-布朗什维尔境内共有各类住房519套，其中80%为独立式居民区，20%为集中式居民区。常住房屋占昂德洛-布朗什维尔市镇范围内居民建筑总量的77.8%。
在住房保障政策方面，2020年，昂德洛-布朗什维尔境内共有75户家庭获得了住房经济补助，受益人数占总人口数量的8.7%，其中nc份为房租补助。

### 商业
2019年，昂德洛-布朗什维尔境内共有各类实体商铺22家，其中杂货店2家、面包房1家、银行门店1家、美容美发店1家、汽车维修店3家。

### 体育
2020年，昂德洛-布朗什维尔境内共有1处网球场以及1处足球或橄榄球场。
截至2021年11月，昂德洛-布朗什维尔境内暂无注册足球俱乐部。

### 环境
昂德洛-布朗什维尔的环境事务由其所属的公共社区负责。2019年，昂德洛-布朗什维尔境内暂无污染企业。

### 治安
2019年，昂德洛-布朗什维尔市镇范围内共有1处宪兵队。
昂德洛-布朗什维尔所在地是肖蒙宪兵总队的管辖范围。2020年，该宪兵总队辖区内共156个市镇累计发生各类案件976起，其中盗窃类案件501起，经济类案件120起，毒品交易类案件41起。

## 文化
2020年，昂德洛-布朗什维尔境内暂无任何文化设施。

### 建筑
昂德洛-布朗什维尔境内有多处法国国家文物保护单位，其中圣卢旺教堂、七泉圣尼古拉皇家修道院等为当地的代表性建筑物。

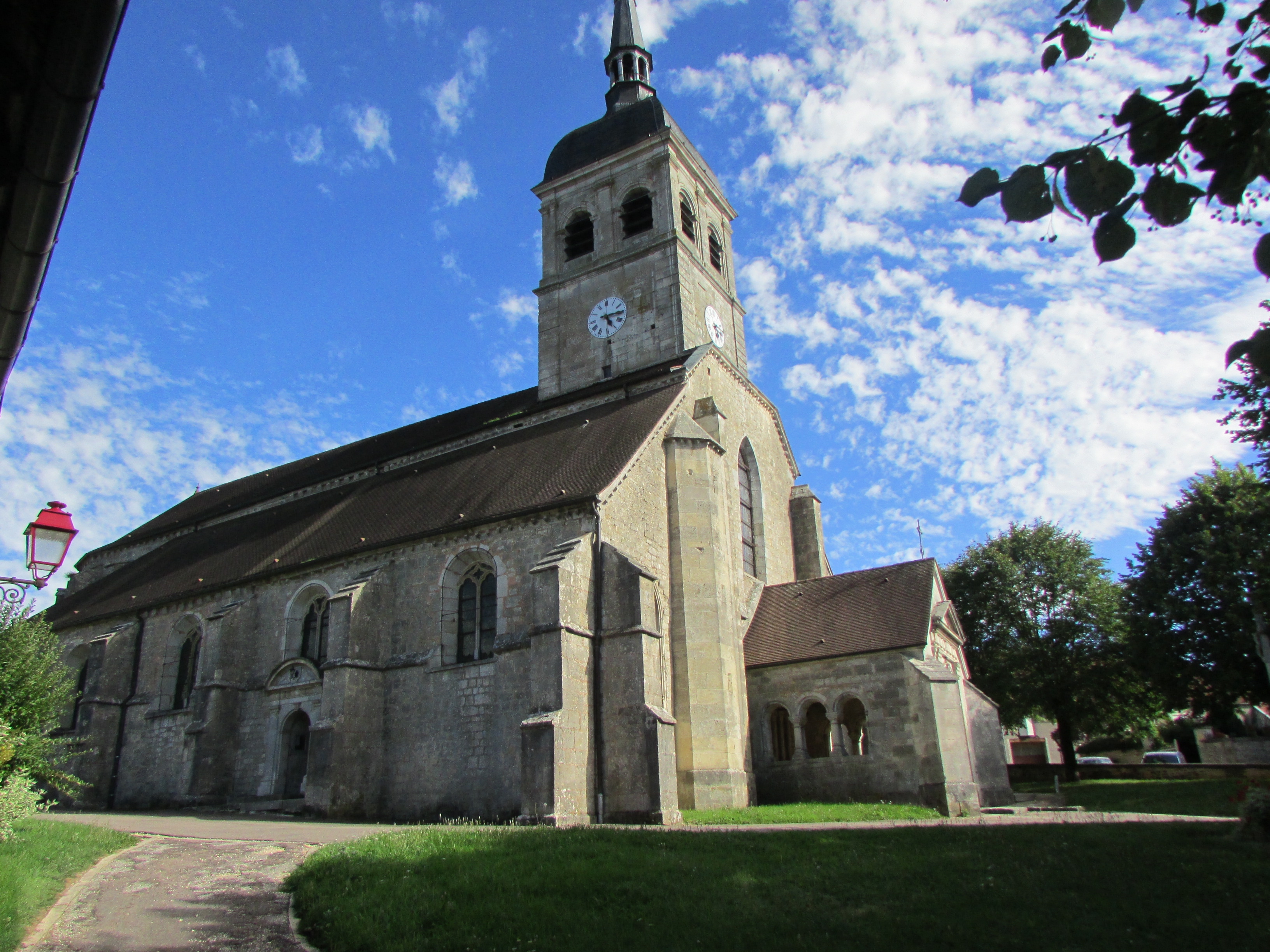
圣卢旺教堂（法语：Église Saint-Louvent d'Andelot）
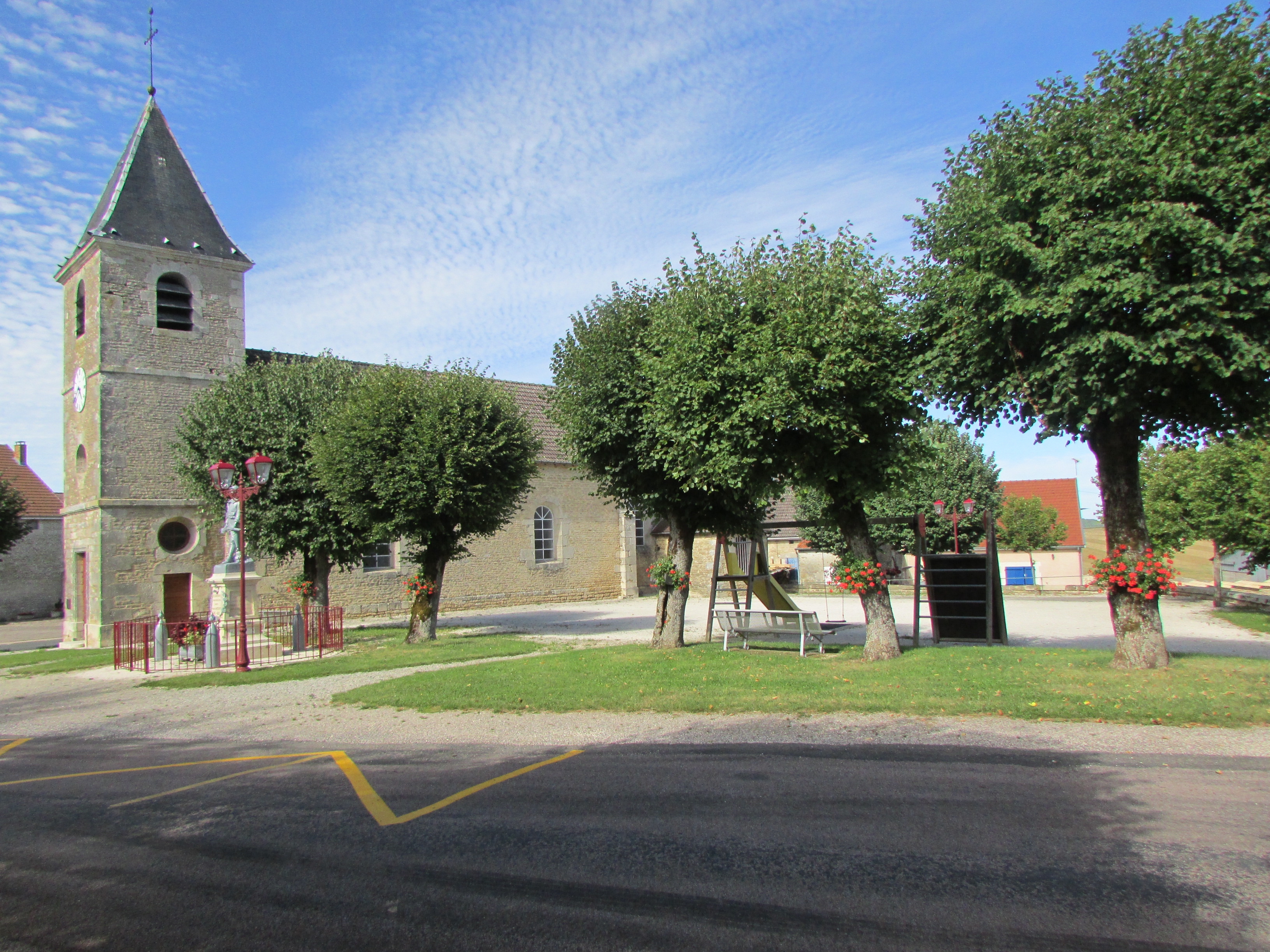
圣尼古拉教堂
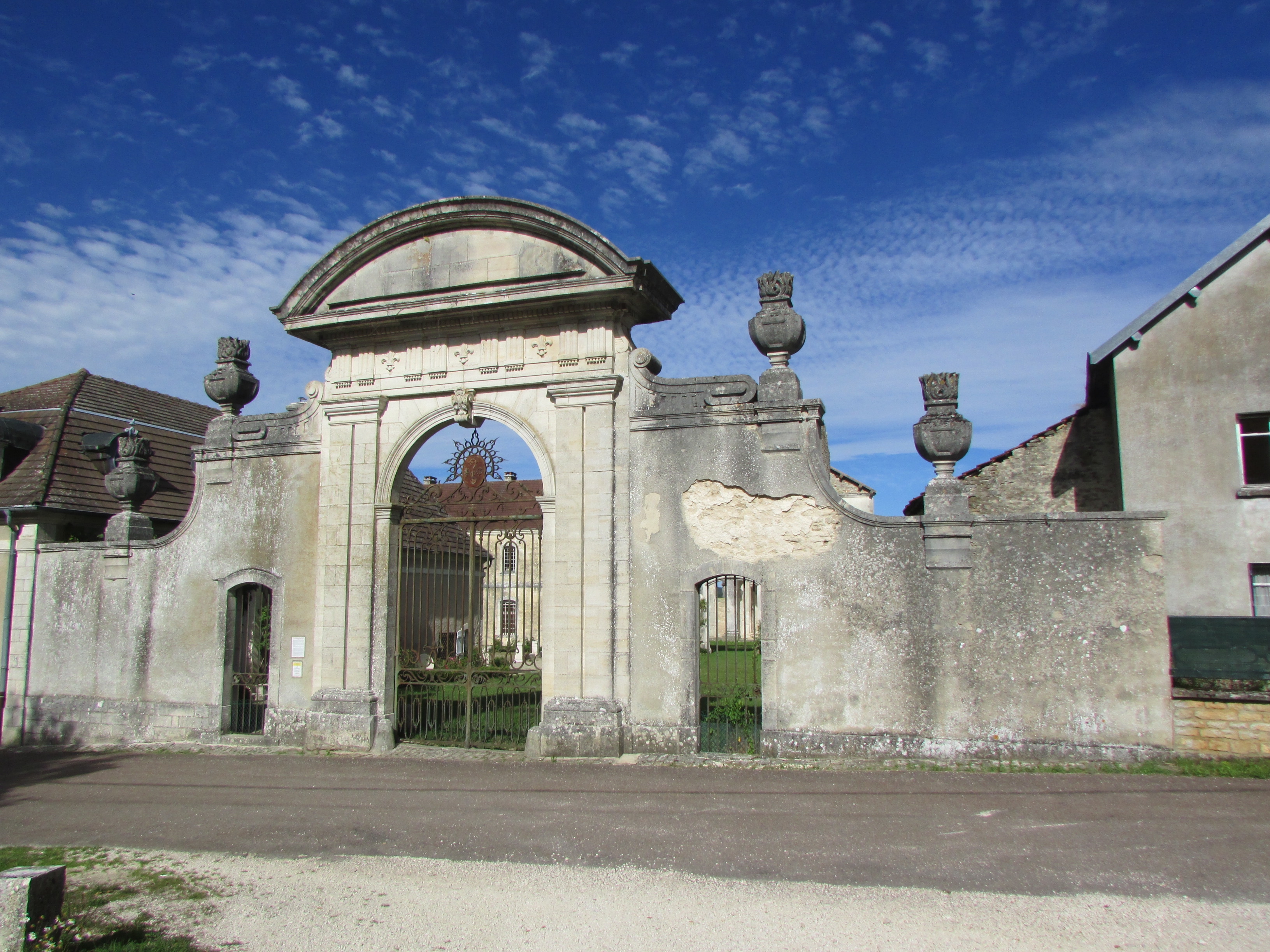
七泉圣尼古拉皇家修道院（法语：Abbaye royale Saint-Nicolas de Septfontaines）
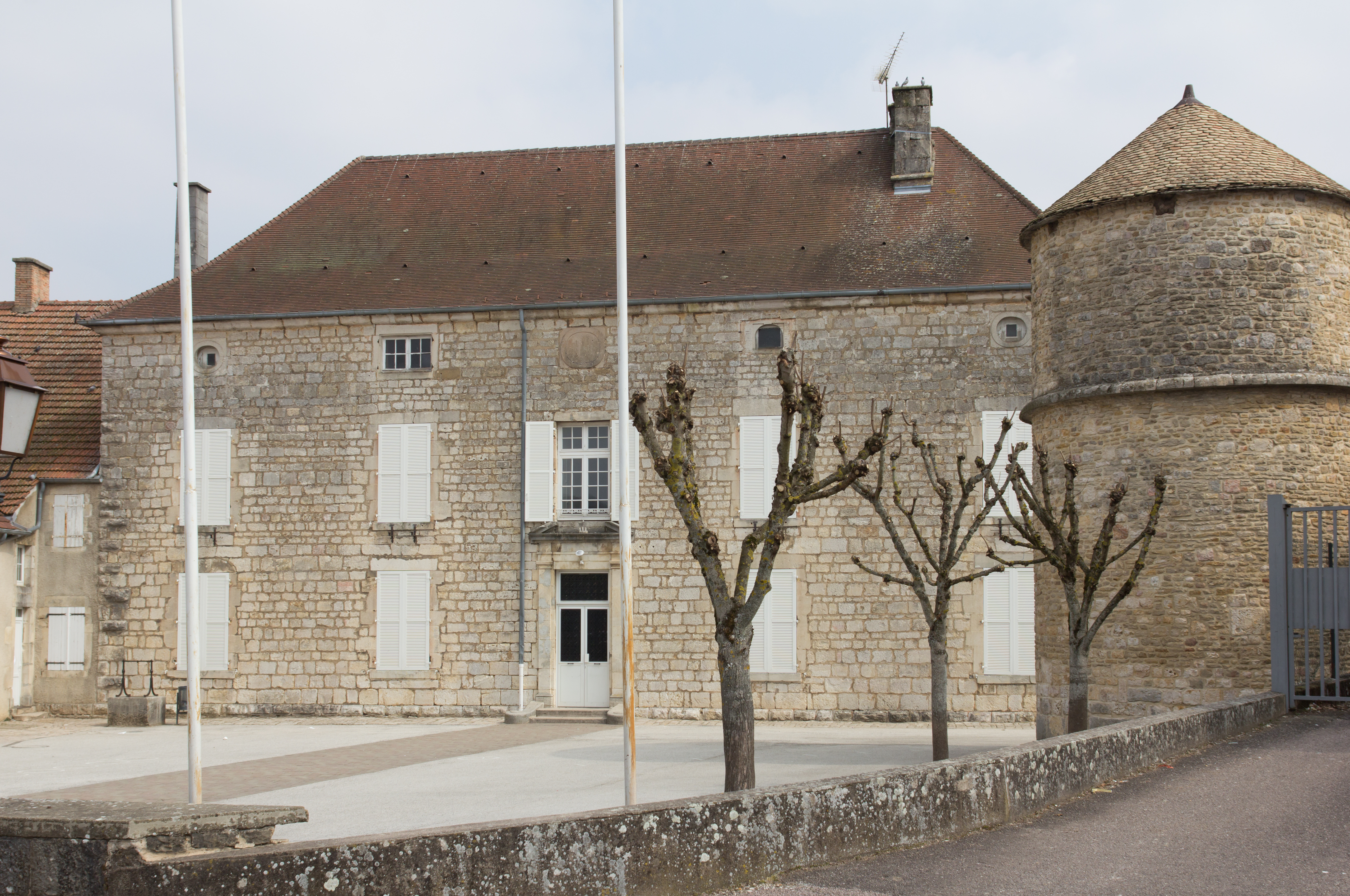
一处民居
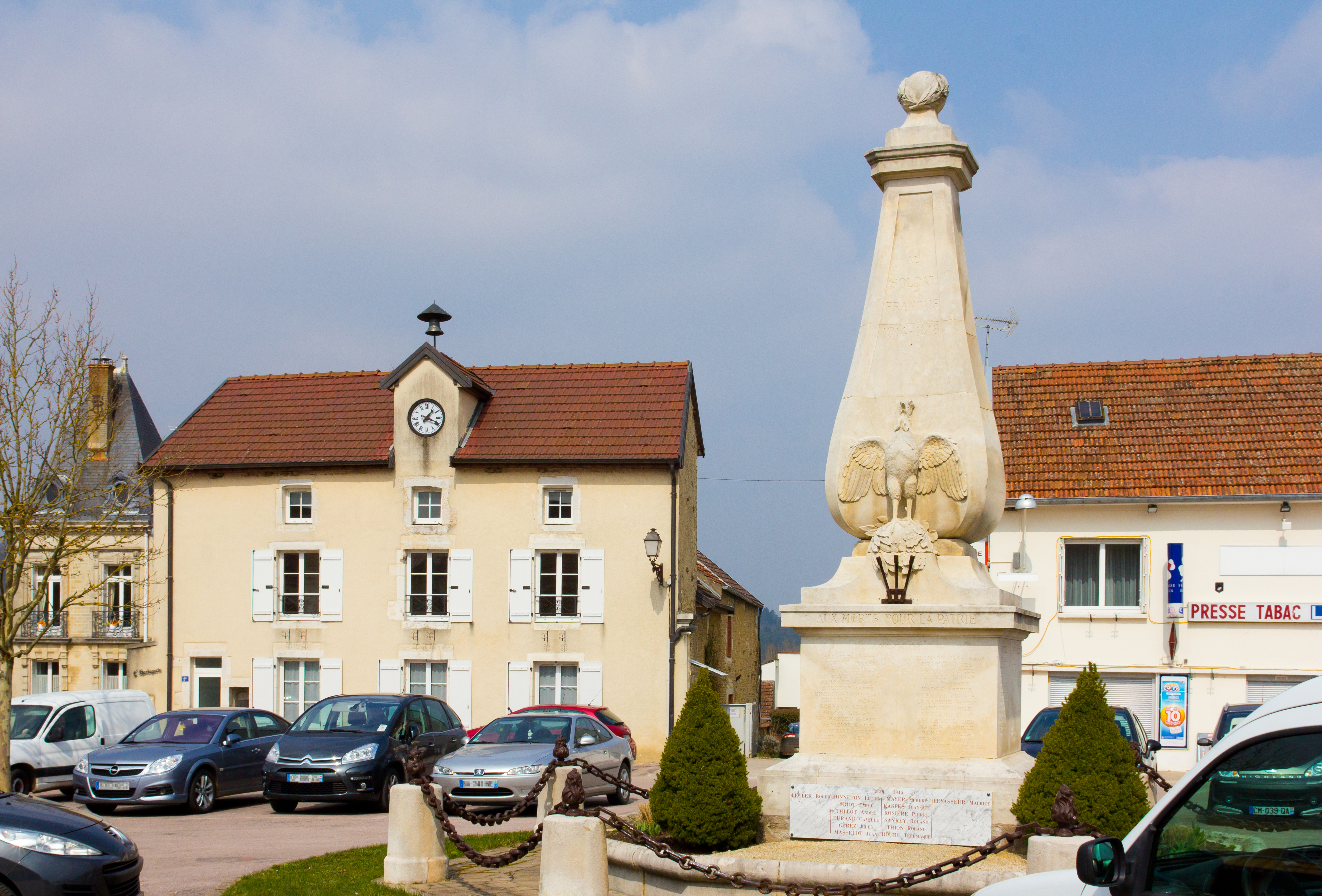
烈士纪念碑
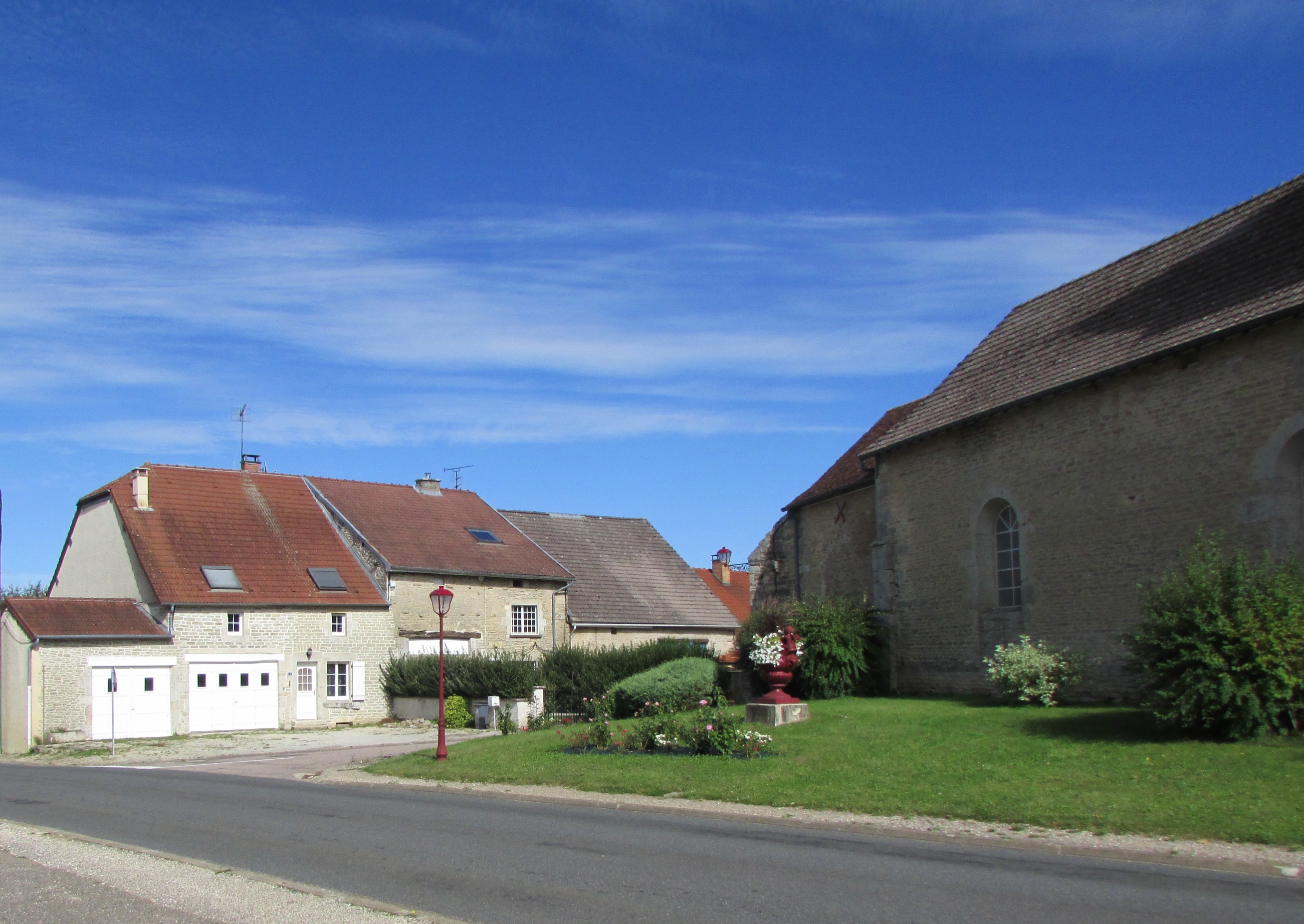
教堂广场

### 旅游
昂德洛-布朗什维尔的旅游事务由其所属的公共社区负责。2021年，昂德洛-布朗什维尔境内共有1家酒店共计7间房间；另有1个露营地，可容纳共57辆露营车。

### 媒体
法国主要的媒体均可在昂德洛-布朗什维尔接收，法国电视三台下属的大东部大区频道在部分时段播出昂德洛-布朗什维尔所属区域的地方新闻。

## 友好城市
截至2021年11月，昂德洛-布朗什维尔暂未建立任何友好城市关系。